# Quills – Macht der Besessenheit
Quills – Macht der Besessenheit ist ein US-amerikanischer Film des Regisseurs Philip Kaufman aus dem Jahr 2000. Die Produktion basiert auf dem gleichnamigen Bühnenstück von Doug Wright, der auch das Drehbuch schrieb. Der Film schildert die letzten Lebensjahre des Marquis de Sade in der Psychiatrischen Klinik Charenton in Charenton-Saint-Maurice (heute Saint-Maurice, Département Val-de-Marne). Geoffrey Rush spielt die Hauptrolle des Marquis, Joaquin Phoenix den Abbé de Coulmier, Michael Caine den Dr. Royer-Collard und Kate Winslet die Magd Madeleine LeClerc.
Die Produktion wurde für Oscars in den Kategorien Bester Hauptdarsteller (Geoffrey Rush), Bestes Szenenbild und Bestes Kostümdesign nominiert. Im Jahr 2000 gewann Quills die Auszeichnung des National Board of Review als Bester Film des Jahres.
Obwohl dem Film wahre Begebenheiten zugrunde liegen, erhebt er nicht den Anspruch auf historische Genauigkeit, was auch zu Kritik an Ungenauigkeiten in Leben und Werk de Sades führte.

## Handlung
Der Film beginnt mit einer der Geschichten des Marquis de Sade. Diese handelt von einer Dame, die auf dem Weg zum Schafott ist und hieran eine masochistische Lust entwickelt. Der Marquis sinniert hierüber, schreibt seine Gedanken auf und lädt seine Leser ein, sich auf Geschichten vorzubereiten, die „Ihre Sinne anregen werden“.
Vier Jahre später ist de Sade in der psychiatrischen Klinik Charenton inhaftiert. Die Magd Madeleine LeClerc (Kate Winslet) ist seine heimliche Komplizin und schmuggelt Manuskripte von ihm unter schmutziger Wäsche versteckt aus der Anstalt. Schon bald darauf wird seine Erzählung Justine anonym verlegt. Das Buch ist reißerisch und wird in den Straßen Paris zu einem illegalen Bestseller. Napoleon befiehlt daher die öffentliche Verbrennung sämtlicher Kopien des Buches und die Hinrichtung seines Autors. Napoleons Berater überzeugen diesen jedoch davon, Dr. Royer-Collard nach Charenton zu entsenden, um den Marquis von seinen Perversionen zu heilen und die Veröffentlichung weiterer Titel zu verhindern.
Der die Klinik leitende Abt ist vollkommen überrascht, als er erfährt, dass der Marquis diesen Text veröffentlichen konnte. Er hatte de Sade das Schreiben als Therapieform erlaubt und nicht erwartet, dass die so entstehenden Schriften an die Öffentlichkeit gelangen würden. Er verweigert de Sade weitere Tinte und Papier, um ihn auf diese Weise vom Schreiben abzuhalten. Zwischenzeitlich durchlebt Royer-Collard eine kurze unerfüllte Ehe mit einer wesentlich jüngeren Frau, die ihn schließlich verlässt und ihm ihren Abschiedsbrief in einer Ausgabe von Justine zurücklässt. Royer-Collard begreift das Buch von de Sade als wesentlichen Grund seines Unglücks.
Royer-Collard zwingt den Abt, de Sade in Ketten zu legen. Im weiteren Verlauf des Films entwickelt sich ein Machtkampf zwischen den beiden um den richtigen Umgang mit dem Marquis. De Sade gerät in diesem Streit zwischen die Fronten. Royer-Collard ist ein vehementer Vertreter der traditionellen Behandlungsmethoden für „Geisteskranke“, die Eiswasserbäder und grausame Behandlungen umfassen. Im Gegensatz hierzu setzt der Abt auf eine friedliche Umgebung, Freiheiten und Gespräche, um die Gesundung seiner Patienten herbeizuführen. Der Abt bietet auch Theatervorführungen und Maltherapie an. Nachdem der Marquis die Bemühungen des Geistlichen wiederholt vorsätzlich unterläuft, ist dieser schließlich doch gezwungen, Royer-Collards Methoden anzuwenden, nachdem ihn der Adlige mit einem derben Schauspiel in Anwesenheit von Honoratioren verhöhnt hat.
Im weiteren Verlauf entdeckt der Abt, dass de Sade trotz aller Verbote und Maßnahmen weiterschreibt. Im weiteren Verlauf eskaliert der Streit beider Seiten über den Gebrauch hinsichtlich des Schreibmaterials, von Hühnerknochen und Wein bis hin zu Blut und Kleidungsfetzen als Schreibmaterial des Marquis, das der Abt jeweils konfiszieren lässt. Wütend und hilflos endet de Sade schließlich nackt in einer ebensolchen Zelle.
Weitere Versuche des Marquis, Madeleine die Geschichten durch mündliche Weitergabe über Mitgefangene zukommen zu lassen, werden durch einen Gefangenenaufstand und den Tod der jungen Magd beendet. Die Leiche wird von ihrer blinden Mutter entdeckt, die ebenfalls in der Anstalt tätig ist. Sowohl der Abt wie auch de Sade sind über den Mord bestürzt. Aus reiner Wut gibt der Adlige gegenüber dem Geistlichen vor, mit der Magd mannigfaltig Sex in den unterschiedlichsten Konstellationen gehabt zu haben. Die Antwort des Abts, dass diese bei ihrem Tod noch Jungfrau gewesen sei, stürzt ihn in noch tiefere Trauer. Bedrängt durch den Doktor, lässt der Abt de Sade schließlich die Zunge herausschneiden.
Der Abt bietet dem Adligen während der Krankensalbung die Möglichkeit, seinen Rosenkranz zu küssen, de Sade aber verschluckt das Kreuz und erstickt daran. Sein Tod verursacht den totalen mentalen Zusammenbruch des Abts, der ehemalige Leiter der Anstalt wird danach ebenfalls zum Patienten. In seiner Zelle wird die blinde Mutter Madeleines nun zu seiner Komplizin und er ist jetzt derjenige, der danach dürstet, seine Gedanken zu Papier zu bringen.

## Auszeichnungen
- 2000
  - National Board of Review
    - Bester Film des Jahres
    - Freedom of Expression Award
    - Best Supporting Actor (Joaquin Phoenix)

  - Las Vegas Film Critics Society Awards („Sierra Award“)
    - Best Actor (Geoffrey Rush)
- 2001
  - Oscars
    - Bester Hauptdarsteller (Geoffrey Rush), nominiert
    - Bestes Szenenbild, nominiert
    - Bestes Kostümdesign, nominiert.

  - Broadcast Film Critics Association Awards
    - Best Supporting Actor (Joaquin Phoenix)

  - Fantasporto
    - Audience Jury Award (Philip Kaufman)

## Kritiken
- „Der Begründer des Begriffs ‚Sadismus‘ hat derzeit Konjunktur im Kino. Regisseur Kaufmann zeigt den besessenen Lustmolch als psychopathischen Rebellen, der seine Mitmenschen gnadenlos ausnutzt. Zu einem beeindruckenden Film tragen hervorragende Schauspieler bei.“ rhein-zeitung[2]
- „‚Quills‘ ist zu harte Kost für Popcorn-Konsumenten, aber ein Leckerbissen für Feinschmecker und Cineasten. Und wer bislang nicht wusste, wie das so ist unterm Fallbeil, wird selbiges nach diesem Film noch etwas mehr fürchten.“ AP[2]
- „‚Quills – Macht der Besessenheit‘ ist ein exzessives, oft auch verstörendes Werk. Den Schauspielern bieten die Figuren die Chance, ihr Talent auszutoben.“ Bayerischer Rundfunk[3]

## Hintergrund
- Der Film wurde von Neil Schaeffer, einem de Sade Biografen, dafür kritisiert, dass er historische Ungenauigkeiten enthält und die umfassende und vielseitige Lebensgeschichte de Sades auf einen einfachen andauernden Kampf gegen die Zensur reduziert.[4]
- De Sade schrieb Justine nicht in Charenton, sondern während seiner Gefangenschaft in der Bastille.
- De Sades Aufführungen in Charenton waren weder sexueller noch gewalttätiger Natur.